# Pheidole rugaticeps
Pheidole rugaticeps är en myrart som beskrevs av Carlo Emery 1877. Pheidole rugaticeps ingår i släktet Pheidole och familjen myror.

## Underarter
Arten delas in i följande underarter:
- P. r. arabs
- P. r. rugaticeps